# Pradosia atroviolacea
Espèce
Classification phylogénétique
Statut de conservation UICN

 NT  : Quasi menacé
Pradosia atroviolacea est une espèce de plantes à fleurs de la famille des Sapotaceae originaire d'Amazonie.

## Description
C'est un arbre.

## Répartition
Plaines de l'ouest de l'Amazonie: Pérou, Colombie, état d'Acre au Brésil.